# Thomas Augustine Arne
Pour les articles homonymes, voir Arne.
Œuvres principales
- 4 symphonies
- 30 opéras

Thomas Augustine Arne, né vers le 12 mars 1710 et mort à Londres le 5 mars 1778, est un compositeur britannique.

## Biographie
Sa date de naissance n'est pas connue avec précision (vers le 12 mars 1710). Le bébé est baptisé 11 semaines plus tard, le 18 mai, à l'église Saint-Paul.
Il est issu d'une famille de tapissiers catholiques dont la fortune a connu des hauts et des bas. Lorsqu'il était jeune, son père était suffisamment aisé pour occuper une grande maison à Covent Garden et envoyer son fils étudier à Eton College ; il voulait en faire un avocat.
Mais le garçon était passionné et très doué pour la musique ; le futur compositeur assiste un jour à un opéra italien (déguisé en livreur, il est vrai) et y rencontre Michael Festing, qui influença énormément le jeune homme. Étudiant le clavecin, le violon plus ou moins en cachette, il parvint à en faire son métier après que son père fut convaincu par l'un de ses professeurs. Néanmoins, sa religion lui interdit les fonctions officielles que son talent aurait pu lui ouvrir. Il apprit à sa sœur et à son frère à chanter et tous trois entamèrent une carrière musicale. C'est avec eux qu'il créa son premier opéra, Rosamond en 1733.
Il se maria en 1736 avec une cantatrice, Cecilia Young, fille d'un organiste, et élève de Francesco Geminiani qui appartenait à la troupe de Georg Friedrich Haendel et qui chanta de nombreuses pièces de son mari. Il composa peu de temps après plusieurs masques qui connurent le succès, et il devint un compositeur très apprécié, tant pour les musiques de scène que pour les œuvres instrumentales. Ce fut en tout cas le plus populaire et le plus prisé des musiciens britanniques de son époque. Il fut nommé Docteur en Musique et les Britanniques l'appelaient Dr Arne.
Il semble qu'il était de caractère désagréable, et il se querella aussi bien avec sa sœur qu'avec son épouse, dont il vécut séparé pendant plus de vingt ans, après une tournée à Dublin. Il était convenu de verser à cette dernière une rente annuelle, mais il eut quelques difficultés à s'en acquitter vers 1770, pendant une période financièrement difficile. Néanmoins, ils se réconcilièrent complètement en octobre 1777, peu de temps avant la mort d'Arne, qui légua tous ses biens « à sa chère épouse Cecilia, et à son unique fils Michael ».

## Son œuvre
On considère que la première œuvre importante de Thomas Arne est son arrangement de Rosamond, de Joseph Addison. Hélas, une bonne partie de ce morceau est maintenant perdue. La première interprétation de cet arrangement, en 1733, est familiale : la sœur du compositeur exécute la partie principale tandis que son frère occupe l'autre [celle de page-boy en anglais].
Rule, Britannia!, final de l'opéra Alfred, a fait et fait encore la renommée d'Arne (en tout cas au Royaume-Uni, où il est fréquemment chanté puisqu'il est considéré comme un chant patriotique). Il sut aussi, de son temps, acquérir une sérieuse renommée, qui lui permit de ne pas se faire totalement éclipser par Georg Friedrich Haendel ou d'autres compositeurs plus « importants ». Il avait un sens inné de la mélodie qui lui attirait de nombreux amateurs. Son style est assez caractéristique du « style galant » en vogue au milieu du XVIIIe siècle.
Il a composé de nombreuses œuvres, notamment :
- plus de trente opéras, dont :
  - Comus, masque en 3 actes, livret de John Dalton, créé à Londres le 3 janvier 1743,
  - Artaxerxès, le plus célèbre et couronné de succès ;
- des masques ;
- diverses musiques de scène, par exemple pour des pièces de Shakespeare ;
- 8 sonates pour clavecin, ainsi que des sonates pour d'autres instruments ;
- 6 concertos pour orgue (formule inventée par Haendel) ;
- 8 ouvertures ;
- 4 symphonies ;
- 7 sonates en trio ;
- des oratorios, cantates, etc.

## Enregistrements
- 18th Century British Symphonies, The Hanover Band, dir.Graham Lea-Cox (Gaudeamus, CD Gau 216)